# Langs de Lijn En Omstreken
Langs de Lijn En Omstreken is een radioprogramma van de EO en NOS op de Nederlandse radiozender NPO Radio 1. Het wordt maandagavond tussen 21.30 en 23.00 uur uitgezonden en van dinsdag tot en met vrijdag van 20.30 uur tot 23.00 uur. 
Het programma wordt van dinsdag tot en met donderdag gepresenteerd door Robbert Meeder en Jan Willem Wesselink, op vrijdag zitten vaak Suse van Kleef en Margje Fikse achter de microfoon. Op maandag is sinds eind 2024 het vaste duo Ghislaine Plag en Jan Willem Wesselink. Andere (inval)presentatoren zijn Jeroen Stomphorst, Edwin Cornelissen, Gert van 't Hof, Jeroen Stekelenburg, Eline de Zeeuw (allen NOS) en Joram Kaat, Hans van der Steeg, Sander de Kramer en Bert van Leeuwen (allen EO). In het verleden hebben ook Annette van Trigt, Herman van der Zandt, Tom van 't Hek, Dione de Graaff (allen NOS) en Henk van Steeg, Tijs van den Brink en Renze Klamer (allen EO) het programma  gepresenteerd.
Van 2016 tot de zomer van 2018 was Renze Klamer namens de EO een van de vaste presentatoren. Hij vertrok in 2018 naar BNNVARA en werd opgevolgd door Van Steeg, die eind 2021 het stokje overdroeg aan Joram Kaat. Vanaf 2024 is Jan Willem Wesselink de vaste EO-presentator.

## Inhoud
Langs de Lijn En Omstreken maakt een combinatie van live sport, persoonlijke gesprekken bij het nieuws en het nieuws van de avond. De komst van het programma zou onder meer als voordeel hebben dat sportverslaggevers van Langs de Lijn niet meer hoefden in te breken in de lopende programmering. De netmanager verzocht omroepen te gaan samenwerken om minder verschillende geluiden te hebben op de zender. De EO en NOS besloten tot deze samenwerking. 
In de uitzending van maandag zit een sportforum en in de uitzending van vrijdag een nieuwsforum. Aan het eind van het programma verzorgde cabaretier Diederik Smit tot eind 2021 iedere dag een column. 
NOS op 3 (NPO 3FM) · Radio 1 Journaal (NPO Radio 1) · Langs de Lijn (NPO Radio 1) · Langs de Lijn En Omstreken (NPO Radio 1) · Met het Oog op Morgen (NPO Radio 1) · Nieuws en Co (NPO Radio 1) · Journaal (NPO Radio 1/NPO Radio 2/NPO 3FM/NPO Radio 4/NPO Radio 5/NPO Radio 6)